# Consiglio dipartimentale della Senna-Saint-Denis
Il Consiglio dipartimentale della Senna-Saint-Denis (in francese Conseil départemental de la Seine-Saint-Denis) è l'assemblea deliberativa del dipartimento francese della Senna-Saint-Denis.
Ha sede a Bobigny, nell'hôtel de prefecture.
Il suo presidente è Stéphane Troussel (PS).

## Composizione
Il Consiglio departimentale è composto da 30 consiglieri dipartimentali (conseillers départemental) provenienti dai 21 cantoni della Senna-Saint-Denis.